# Julius Urbanek
Julius Urbanek (* 6. Februar 1881 in Wien; † 16. April 1949 ebenda) war ein österreichischer Maschinenbauer und Hochschullehrer. Er war Rektor der Technischen Hochschule Wien.

## Leben
Julius Urbanek studierte an der Technischen Hochschule Wien, anschließend war er dort auch Assistent. 1905 promovierte er zum Dr. techn. Für die Poldi Hütte war er als Direktionsassistent tätig.
1910 wurde er als außerordentlicher Professor an die TH Wien berufen. Im Ersten Weltkrieg war er ab 1914 als Landsturmingenieur eingezogen. 1918 kehrte er als ordentlicher Professor an die Lehrkanzel Mechanische Technologie II, Werkzeugmaschinen und Fabrikswesen (dem späteren Institut für Fertigungstechnik) der TH Wien zurück. 1919 errichtete er am Getreidemarkt am Gelände der ehemaligen k.u.k. Kriegsschule eine Lehrwerkstätte. In den Studienjahren 1924/25 und 1925/26 stand er als Dekan der Maschinenbauschule vor, im Studienjahr 1931/32 war er gewählter Rektor der Technischen Hochschule Wien, am 15. Juni 1938 beantragte er die Aufnahme in die NSDAP und wurde rückwirkend zum 1. Mai aufgenommen (Mitgliedsnummer 6.124.230), 1946 wurde er emeritiert.
Urbanek hielt einige Patente im Bereich des Werkzeugmaschinenbaues. Er war Vizepräsident des Österreichischen Ingenieur- und Architekten-Vereines und Mitglied des Österreichischen Patentgerichtshofes.
Er starb 1949 im Alter von 68 Jahren.
Urbanek war Mitglied der Wiener Burschenschaft Eisen.